# سازمان بورس و اوراق بهادار اروپا
سازمان بورس و اوراق بهادار اروپا (انگلیسی: European Securities and Markets Authority) یا (ESMA) یک سازمان مستقل اتحادیه اروپا در پاریس است.
ESMA در ۱ ژانویهٔ ۲۰۱۱ جایگزین کمیته تنظیم کنندگان اوراق بهادار اروپا (CESR) شد. این یکی از سه مرجع نظارتی جدید اروپایی است که در سیستم اروپایی نظارت مالی راه‌اندازی شده‌است.

## بررسی اجمالی
ESMA در زمینهٔ قوانین و مقررات اوراق بهادار برای بهبود عملکرد بازارهای مالی در اروپا، تقویت حمایت از سرمایه‌گذار و همکاری بین مقامات ذیصلاح ملی فعالیت می‌کند.
ایدهٔ تشکیل ESMA ایجاد یک نهاد «ناظر بازارهای مالی در سراسر اتحادیه اروپا» است. یکی از وظایف نظارت مستقیم آن تنظیم سازمان‌های رتبه‌بندی اعتباری است. در سال ۲۰۱۰، آژانس‌های رتبه‌بندی اعتباری به دلیل عدم شفافیت در ارزیابی‌های خود و تضاد منافع احتمالی مورد انتقاد قرار گرفتند. در همان زمان، تأثیر رتبه‌بندی‌های تعیین‌شده نه تنها برای شرکت‌ها و بانک‌ها، بلکه برای کشورها (اعضاء) نیز قابل توجه شد.
در اکتبر ۲۰۱۷، ESMA نخستین کنفرانس خود را که در پاریس تشکیل شد، برگزار کرد. این رویداد مسائل حیاتی برای بازارهای مالی اروپا را بررسی کرد و ۳۵۰ شرکت کننده در آن شرکت کردند.